# Michael Uhrmann
Michael Uhrmann, född 16 september 1978 i Wegscheid i Bayern, är en tysk tidigare backhoppare och nuvarande backhoppningstränare. Han representerade WSV DJK Rastbüchl.

## Karriär
Michael Uhrmann har tävlat internationellt i backhoppning sedan 1994. Han debuterade i världscupen i Oberstdorf 30 december 1994. Han blev nummer 39 i sin första världscuptävling. Han deltog i junior-VM i Gällivare i Sverige mars 1995 och vann en guldmedalj i lagtävlingen. I junior-VM 1996 i Asiago i Italien vann han guld båda i lagtävlingen och individuellt. 
Världscupen
Efter debuten i världscupen 1994 dröjde det till 2 december 2000 (i Kuopio i Finland) innan han tog sin första pallplats i världscupen. Han blev då nummer tre efter Matti Hautamäki från Finland och Noriaki Kasai från Japan. Uhrmann tävlade 12 säsongen i världscupen. Han blev bland de tio bästa sammanlagt två gånger, säsongen 2004/2005 då han blev nummer 9 och säsongen 2005/2006 då han blev nummer åtta. Han har två individuella segrar i deltävlingar i världscupen, i Zakopane i Polen 17 januari 2004 och i Oberstdorf 28 januari 2007. Han har även tre delsegrar i laghopp i världscupen.
VM i Skidflygning
Uhrmann deltog i VM i skidflygning 2000 i Vikersund i Norge. Han blev nummer 34 i en tävling som vanns av landsmannen Dieter Thoma. Under skidflygnings-VM 2002 i Harrachov i Tjeckien blev Uhrmann nummer 13. Lagkamraterna Sven Hannawald och Martin Schmitt vann en dubbel för Tyskland. 
I VM i skidflygning 2004 i Letalnica i Planica i Slovenien arrangerades för första gången en lagtävling i skidflygning. Uhrmann blev nummer 10 i den individuella tävlingen och nummer 4 i lagtävlingen, 14,4 poäng från prispallen. Roar Ljøkelsøy från Norge blev den allra första dubbla världsmästaren i skidflygning. Under VM i skidflygning 2006 i Kulm i Bad Mitterndorf i Österrike, vann Uhrmann sin första VM-medalj i skidflygning. Han blev nummer 5 i den individuella tävlingen (69,0 poäng efter segrande Ljøkelsøy, som blev den första att försvara sin VM-titel i skidflygning) och vann en bronsmedalj i lagtävlingen tillsammans med lagkamraterna Michael Neumayer, Georg Späth och Alexander Herr.
Michael Uhrmann tävlade i sitt tredje VM i skidflygning i Heini Klopfer-backen i Oberstdorf 2008. Här blev han nummer 19 individuellt och nummer fyra, 191,6 poäng efter segrande österrikiska laget och 90,5 poäng från en bronsmedalj. Skiflygnings-VM 2010 i Planica blev Michael Uhrmanns sista. Han blev nummer 19 individuellt och nummer 7 i lagtävlingen.
Skid-VM
Uhrmann startade i sitt första Skid-VM i Lahtis i Finland 2001. Han vann två medaljer, båda i lagtävlingarna. I normalbacken vann tyska laget (Sven Hannawald, Michael Uhrmann, Alexander Herr och Martin Schmitt) bronsmedaljen efter Österrike och Finland. I stora backen vann Tyskland klart, 39,6 poäng före Finland och 59,6 poäng före Österrike. Under Skid-VM 2003 i Val di Fiemme i Italien blev det inga medaljer. Uhrmann blev nummer 13 i normalbacke och nummer 9 i stora backen. I lagtävlingen blev han nummer fyra. Finland vann före Japan. Tyskarna var 31,4 poäng efter bronsvinnarna från Norge.
I skid-VM 2005 på hemmaplan i Oberstdorf vann Uhrmann en silvermedalj i lagtävlingen i normalbacken, 6,5 poäng efter segrande Österrike. I lagtävlingen i stora backen blev tyskarna nummer fem. I de individuella tävlingarna blev Uhrmann nummer 16 (i normalbacken) och nummer 14 (i stora backen). I VM 2009 i Liberec i Tjeckien blev Uhrmann nummer 15 i normalbacken, nummer 17 i stora backen och nummer 10 i lagtävlingen. 
Under sitt sista Skid-VM, i Holmenkollen i Oslo 2011 vann Michael Uhrmann en ny VM-medalj. Tyska laget Martin Schmitt, Michael Neumayer, Michael Uhrmann och Severin Freund vann en bronsmedalj i lagtävlingen i normalbacken (Midtstubakken). Österrike vann klart före Norge. I lagtävlingen i stora backen blev Tyskland nummer fyra, 0,7 poäng från prispallen. I de individuella tävlingarna blev Uhrmann nummer 6 i stora backen, 10,3 poäng från bronset. I normalbacken blev han nummer 11.
Olympiska spelen
Michael Uhrmann vann guld i OS 2002, i Salt Lake City i Utah i USA, i herrarnas lagtävling. Han deltog även individuellt i lilla backen där han kom på åttonde plats och i stora backen där han kom på sextonde plats. Vid OS 2006 i Turin i Italien, kom han på fjärde plats i lagtävlingen, sextonde i lilla backen och fjärde i stora backen. Under OS 2010 i Vancouver i Kanada vann Uhrmann en silvermedalj i lagtävlingen. Tyskland var 72,1 poäng efter Österrike och 5,5 poäng före Norge. Han startade i normalbacken och blev nummer 5 (Uhrmann vann kvalificeringen dagen innan). I stora backen blev han nummer 25.
Andra tävlingar
Uhrman har åtta säsonger i Sommar-Grand-Prix. Han blev som bäst nummer tre sammanlagt 2008. I skidflygningsvärldscupen blev han nummer 11 sammanlagt säsongen 2009/2010. Uhrmann har vunnit fyra guldmedaljer, en silvermedalj och fyra bronsmedaljer i tyska mästerskap i perioden 2001 till 2010. Han avslutade idrottskarriären mars 2011.

## Senare karriär
Efter avslutad aktiv idrottskarriär är Michael Uhrman verksam som tränare. Han tränar Tysklands rekryteringslag (C-Kader). Han är också skribent, bland annat på webbsidorna till Skijumping.de. Uhrmann är utbildad polis och är representant för Bayern i tyska Förbundsförsamlingen.